# 诺德代希
诺德代希（德語：Norddeich，意为“北堤”）是德国石勒苏益格－荷尔斯泰因州的一个市镇。总面积6.90平方公里，总人口408人，其中男性214人，女性194人（2011年12月31日），人口密度59人/平方公里。